# Білокрівкові
Білокрівкові (Channichthyidae) — родина окунеподібних риб підряду нототенієвидних (Notothenioidei).

## Опис
Тіло завдовжки до 75 см. Тіло подовжене, голе. Рило витягнуте і уплощене. Рот великий, зубастий. Бічних ліній — 2-3.

## Спосіб життя та поширення
Родина є унікальною групою серед хребетних. Представники цієї групи не мають еритроцитів і дихального пігменту гемоглобіну, а в м'язах, як правило, відсутній міоглобін або міститься у вкрай малих кількостях, тому їхня кров по суті являє собою безбарвну або злегка жовтувату плазму. Кисень переноситься плазмою. Сильно розвинене шкірне дихання, на поверхні шкірних покривів густа капілярна мережа. Більшість видів живе в екстремально холодних умовах високоширотної Антарктики на межі замерзання води (до −1,9 ° C) на глибині 200—700 м. Живляться крилем і рибою. Ікра донна, личинки пелагічні. Цінні об'єкти промислу.

## Класифікація
Рід містить 25 видів у 11 родах:
- Рід Chaenocephalus
  - Chaenocephalus aceratus (Lönnberg, 1906)
- Рід Chaenodraco
  - Chaenodraco wilsoni Regan, 1914
- Рід Champsocephalus
  - Champsocephalus esox (Günther, 1861)
  - Champsocephalus gunnari Lönnberg, 1905
- Рід Channichthys
  - Channichthys aelitae Shandikov, 1995
  - Channichthys bospori Shandikov, 1995
  - Channichthys irinae Shandikov, 1995
  - Channichthys panticapaei Shandikov, 1995
  - Channichthys richardsoni Shandikov, 2011
  - Channichthys rhinoceratus Richardson, 1844
  - Channichthys rugosus Regan, 1913
  - Channichthys velifer Meisner, 1974
- Рід Chionobathyscus
  - Chionobathyscus dewittiAndriashev & Neyelov, 1978
- Рід Chionodraco
  - Chionodraco hamatus (Lönnberg, 1905)
  - Chionodraco myersi DeWitt & Tyler, 1960
  - Chionodraco rastrospinosus DeWitt & Hureau, 1979
- Рід Cryodraco
  - Cryodraco antarcticus Dollo, 1900
  - Cryodraco atkinsoni Regan, 1914
  - Cryodraco pappenheimi Regan, 1913
- Рід Dacodraco
  - Dacodraco hunteri Waite, 1916
- Рід Neopagetopsis
  - Neopagetopsis ionah Nybelin, 1947
- Рід Pagetopsis
  - Pagetopsis macropterus (Boulenger, 1907)
  - Pagetopsis maculatus Barsukov & Permitin, 1958
- Рід Pseudochaenichthys
  - Pseudochaenichthys georgianus Norman, 1937